# Wereldkampioenschap superbike van Monza 2004
Het wereldkampioenschap superbike van Monza 2004 was de vierde ronde van het wereldkampioenschap superbike en het wereldkampioenschap Supersport 2004. De races werden verreden op 16 mei 2004 op het Autodromo Nazionale Monza nabij Monza, Italië.

## Superbike

### Race 1
| Pos | Nr  | Rijder               | Constructeur | Rondes | Tijd         | Grid | Punten |
| --- | --- | -------------------- | ------------ | ------ | ------------ | ---- | ------ |
| 1   | 55  | Régis Laconi         | Ducati       | 18     | 32:53.859    | 1    | 25     |
| 2   | 52  | James Toseland       | Ducati       | 18     | +9.800       | 6    | 20     |
| 3   | 24  | Garry McCoy          | Ducati       | 18     | +11.891      | 10   | 16     |
| 4   | 17  | Chris Vermeulen      | Honda        | 18     | +34.055      | 2    | 13     |
| 5   | 91  | Leon Haslam          | Ducati       | 18     | +38.021      | 5    | 11     |
| 6   | 16  | Sergio Fuertes       | Suzuki       | 18     | +41.980      | 19   | 10     |
| 7   | 20  | Marco Borciani       | Ducati       | 18     | +42.117      | 8    | 9      |
| 8   | 9   | Chris Walker         | Petronas     | 18     | +42.405      | 9    | 8      |
| 9   | 4   | Troy Corser          | Petronas     | 18     | +44.983      | 12   | 7      |
| 10  | 5   | Piergiorgio Bontempi | Suzuki       | 18     | +57.215      | 13   | 6      |
| 11  | 8   | Ivan Clementi        | Kawasaki     | 18     | +57.408      | 17   | 5      |
| 12  | 27  | Giancarlo De Matteis | Ducati       | 18     | +1:10.048    | 18   | 4      |
| 13  | 22  | Horst Saiger         | Yamaha       | 18     | +1:18.059    | 21   | 3      |
| 14  | 45  | Ivan Sala            | Suzuki       | 18     | +1:33.348    | 23   | 2      |
| DNF | 6   | Mauro Sanchini       | Kawasaki     | 15     | Uitgevallen  | 15   |        |
| DNF | 25  | Alessio Velini       | Yamaha       | 10     | Ongeluk      | 20   |        |
| DNF | 41  | Noriyuki Haga        | Ducati       | 9      | Uitgevallen  | 4    |        |
| DNF | 99  | Steve Martin         | Ducati       | 6      | Uitgevallen  | 11   |        |
| DNF | 7   | Pierfrancesco Chili  | Ducati       | 4      | Uitgevallen  | 3    |        |
| DNF | 50  | Miguel Praia         | Ducati       | 4      | Uitgevallen  | 25   |        |
| DNF | 23  | Jiří Mrkývka         | Ducati       | 4      | Uitgevallen  | 24   |        |
| DNF | 69  | Gianluca Nannelli    | Ducati       | 3      | Uitgevallen  | 7    |        |
| DNF | 19  | Lucio Pedercini      | Ducati       | 2      | Uitgevallen  | 14   |        |
| DNF | 113 | Paolo Blora          | Ducati       | 0      | Ongeluk      | 16   |        |
| DNS | 12  | Warwick Nowland      | Suzuki       | 0      | Niet gestart |      |        |

### Race 2
Chris Vermeulen werd gediskwalificeerd omdat zijn motorfiets niet voldeed aan de technische reglementen.
| Pos | Nr  | Rijder               | Constructeur | Rondes | Tijd              | Grid | Punten |
| --- | --- | -------------------- | ------------ | ------ | ----------------- | ---- | ------ |
| 1   | 55  | Régis Laconi         | Ducati       | 18     | 32:48.901         | 1    | 25     |
| 2   | 52  | James Toseland       | Ducati       | 18     | +18.281           | 6    | 20     |
| 3   | 24  | Garry McCoy          | Ducati       | 18     | +19.403           | 10   | 16     |
| 4   | 91  | Leon Haslam          | Ducati       | 18     | +34.611           | 5    | 13     |
| 5   | 4   | Troy Corser          | Petronas     | 18     | +40.665           | 12   | 11     |
| 6   | 20  | Marco Borciani       | Ducati       | 18     | +41.256           | 8    | 10     |
| 7   | 9   | Chris Walker         | Petronas     | 18     | +42.485           | 9    | 9      |
| 8   | 99  | Steve Martin         | Ducati       | 18     | +48.936           | 11   | 8      |
| 9   | 6   | Mauro Sanchini       | Kawasaki     | 18     | +49.012           | 15   | 7      |
| 10  | 8   | Ivan Clementi        | Kawasaki     | 18     | +51.042           | 17   | 6      |
| 11  | 5   | Piergiorgio Bontempi | Suzuki       | 18     | +1:02.321         | 13   | 5      |
| 12  | 19  | Lucio Pedercini      | Ducati       | 18     | +1:09.516         | 14   | 4      |
| 13  | 25  | Alessio Velini       | Yamaha       | 18     | +1:09.573         | 20   | 3      |
| 14  | 22  | Horst Saiger         | Yamaha       | 18     | +1:20.873         | 21   | 2      |
| DNF | 113 | Paolo Blora          | Ducati       | 12     | Uitgevallen       | 16   |        |
| DNF | 45  | Ivan Sala            | Suzuki       | 7      | Ongeluk           | 23   |        |
| DNF | 41  | Noriyuki Haga        | Ducati       | 6      | Uitgevallen       | 4    |        |
| DNF | 7   | Pierfrancesco Chili  | Ducati       | 5      | Ongeluk           | 3    |        |
| DNF | 27  | Giancarlo De Matteis | Ducati       | 3      | Ongeluk           | 18   |        |
| DNF | 23  | Jiří Mrkývka         | Ducati       | 1      | Uitgevallen       | 24   |        |
| DNF | 69  | Gianluca Nannelli    | Ducati       | 0      | Uitgevallen       | 7    |        |
| DNF | 16  | Sergio Fuertes       | Suzuki       | 0      | Uitgevallen       | 19   |        |
| DNF | 50  | Miguel Praia         | Ducati       | 0      | Uitgevallen       | 25   |        |
| DSQ | 17  | Chris Vermeulen      | Honda        | 18     | Gediskwalificeerd | 2    |        |
| DNS | 12  | Warwick Nowland      | Suzuki       | 0      | Niet gestart      |      |        |

## Supersport
Fabien Foret en Vittorio Iannuzzo werd gediskwalificeerd omdat zijn motorfiets niet voldeed aan de technische reglementen.
| Pos | Nr | Rijder                   | Constructeur | Rondes | Tijd                | Grid | Punten |
| --- | -- | ------------------------ | ------------ | ------ | ------------------- | ---- | ------ |
| 1   | 31 | Karl Muggeridge          | Honda        | 16     | 30:27.772           | 1    | 25     |
| 2   | 23 | Broc Parkes              | Honda        | 16     | +8.354              | 6    | 20     |
| 3   | 4  | Jurgen van den Goorbergh | Yamaha       | 16     | +13.223             | 4    | 16     |
| 4   | 16 | Sébastien Charpentier    | Honda        | 16     | +22.382             | 2    | 13     |
| 5   | 93 | Christian Kellner        | Yamaha       | 16     | +35.638             | 19   | 11     |
| 6   | 76 | Max Neukirchner          | Honda        | 16     | +35.686             | 15   | 10     |
| 7   | 25 | Giovanni Bussei          | Ducati       | 16     | +36.195             | 11   | 9      |
| 8   | 21 | Vittoriano Guareschi     | Ducati       | 16     | +36.444             | 13   | 8      |
| 9   | 24 | Matthieu Lagrive         | Suzuki       | 16     | +37.082             | 17   | 7      |
| 10  | 54 | Jan Hanson               | Honda        | 16     | +43.110             | 20   | 6      |
| 11  | 55 | Massimo Roccoli          | Yamaha       | 16     | +44.380             | 23   | 5      |
| 12  | 18 | Denis Sacchetti          | Honda        | 16     | +44.698             | 18   | 4      |
| 13  | 41 | Diego Giugovaz           | Honda        | 16     | +50.080             | 21   | 3      |
| 14  | 49 | Ron van Steenbergen      | Honda        | 16     | +1:12.086           | 27   | 2      |
| 15  | 57 | Lorenzo Lanzi            | Ducati       | 16     | +1:30.689           | 9    | 1      |
| DNF | 37 | Katsuaki Fujiwara        | Suzuki       | 13     | Uitgevallen         | 5    |        |
| DNF | 27 | Cristiano Migliorati     | Kawasaki     | 12     | Ongeluk             | 10   |        |
| DNF | 22 | Stefano Cruciani         | Kawasaki     | 10     | Uitgevallen         | 14   |        |
| DNF | 43 | Andrea Berta             | Honda        | 10     | Uitgevallen         | 26   |        |
| DNF | 11 | Kevin Curtain            | Yamaha       | 8      | Uitgevallen         | 7    |        |
| DNF | 39 | Nicky Wimbauer           | Yamaha       | 6      | Uitgevallen         | 28   |        |
| DNF | 15 | Matteo Baiocco           | Yamaha       | 6      | Uitgevallen         | 22   |        |
| DNF | 35 | Gilles Boccolini         | Honda        | 4      | Uitgevallen         | 25   |        |
| DNF | 2  | Stéphane Chambon         | Suzuki       | 3      | Uitgevallen         | 12   |        |
| DNF | 8  | Alessio Corradi          | Honda        | 2      | Ongeluk             | 8    |        |
| DNF | 19 | Walter Tortoroglio       | Suzuki       | 1      | Ongeluk             | 16   |        |
| DSQ | 99 | Fabien Foret             | Yamaha       | 16     | Gediskwalificeerd   | 3    |        |
| DSQ | 20 | Vittorio Iannuzzo        | Suzuki       | 16     | Gediskwalificeerd   | 24   |        |
| DNQ | 56 | Sahar Zvik               | Honda        | 0      | Niet gekwalificeerd |      |        |
| DNQ | 95 | Eli Chen                 | Honda        | 0      | Niet gekwalificeerd |      |        |

## Tussenstanden na wedstrijd

### Superbike
| Pos | Nr | Rijder              | Team   | Punten |
| --- | -- | ------------------- | ------ | ------ |
| 1   | 55 | Régis Laconi        | Ducati | 120    |
| 2   | 52 | James Toseland      | Ducati | 117    |
| 3   | 7  | Pierfrancesco Chili | Ducati | 97     |
| 4   | 24 | Garry McCoy         | Ducati | 87     |
| 5   | 17 | Chris Vermeulen     | Honda  | 83     |

### Supersport
| Pos | Nr | Rijder                   | Team   | Punten |
| --- | -- | ------------------------ | ------ | ------ |
| 1   | 4  | Jurgen van den Goorbergh | Yamaha | 73     |
| 2   | 31 | Karl Muggeridge          | Honda  | 62     |
| 3   | 11 | Kevin Curtain            | Yamaha | 47     |
| 4   | 37 | Katsuaki Fujiwara        | Suzuki | 34     |
| 5   | 23 | Broc Parkes              | Honda  | 33     |

1990 · 1992 · 1993 · 1995 · 1996 · 1997 · 1998 · 1999 · 2000 · 2001 · 2002 · 2003 · 2004 · 2005 · 2006 · 2007 · 2008 · 2009 · 2010 · 2011 · 2012 · 2013